# José Antonio Reyes
José Antonio Reyes (født 1. september 1983 i Utrera, Spanien, død 1. juni 2019) var en spansk professionel fodboldspiller. I sin karriere nåede han blandt andet at spille Sevilla FC, engelske Arsenal F.C., Real Madrid CF, Atlético Madrid og på lejebasis SL Benfica i Portugal.
Reyes nåede at spille 21 kampe og score fire mål for Spaniens landshold, som han debuterede for i 2003. Han var med til VM i 2006 i Tyskland.
Han vandt med Arsenal Premier League og med Real Madrid La Liga og vandt som den eneste spiller nogen sinde Europa League fem gange (tre gange med Sevilla og to gange med Atlético Madrid).

## Død
Han omkom den 1. juni 2019 ved en bilulykke i Spanien. Reyes var fører af sin Mercedes Brabus S550, som han kørte med 237 km/t, da et dæk punkterede, hvorefter Reyes mistede herredømmet over bilen, der herefter ramte nogle betonblokke og brød i brand. To andre passagerer (Reyes fætre) omkom ligeledes ved ulykken. En fjerde passager overlevede med svære kvæstelser.